# Heterocallia deformis
Heterocallia deformis är en fjärilsart som beskrevs av Inoue 1986. Heterocallia deformis ingår i släktet Heterocallia och familjen mätare. Inga underarter finns listade i Catalogue of Life.